# Vladimir Yuryevich Zubarev
Bản mẫu:Eastern Slavic name
Vladimir Yuryevich Zubarev (tiếng Nga: Владимир Юрьевич Зубарев; sinh ngày 5 tháng 1 năm 1993) là một cựu cầu thủ bóng đá người Nga, từng thi đấu ở vị trí tiền vệ phòng ngự.

## Sự nghiệp câu lạc bộ
Anh có màn ra mắt tại Giải bóng đá chuyên nghiệp quốc gia Nga cho F.K. Spartak-2 Moskva vào ngày 16 tháng 7 năm 2013 trong trận đấu với F.K. Dynamo Bryansk.
Vào ngày 1 tháng 12 năm 2018, anh kết thúc hợp đồng  với FC Ufa theo sự đồng ý của cả hai bên.

## Thống kê sự nghiệp

### Câu lạc bộ
Tính đến 12 tháng 5 năm 2018
| Câu lạc bộ            | Mùa giải            | Giải vô địch                | Giải vô địch | Giải vô địch | Cúp     | Cúp       | Châu lục | Châu lục  | Tổng cộng | Tổng cộng |
| Câu lạc bộ            | Mùa giải            | Hạng đấu                    | Số trận      | Bàn thắng    | Số trận | Bàn thắng | Số trận  | Bàn thắng | Số trận   | Bàn thắng |
| --------------------- | ------------------- | --------------------------- | ------------ | ------------ | ------- | --------- | -------- | --------- | --------- | --------- |
| F.K. Spartak Moskva   | 2010                | Giải bóng đá ngoại hạng Nga | 0            | 0            | 0       | 0         | 0        | 0         | 0         | 0         |
| F.K. Spartak Moskva   | 2011–12             | Giải bóng đá ngoại hạng Nga | 0            | 0            | 0       | 0         | 0        | 0         | 0         | 0         |
| F.K. Spartak Moskva   | 2012–13             | Giải bóng đá ngoại hạng Nga | 0            | 0            | 0       | 0         | 0        | 0         | 0         | 0         |
| F.K. Spartak Moskva   | 2013–14             | Giải bóng đá ngoại hạng Nga | 0            | 0            | 0       | 0         | 0        | 0         | 0         | 0         |
| F.K. Spartak Moskva   | 2014–15             | Giải bóng đá ngoại hạng Nga | 0            | 0            | 0       | 0         | –        | –         | 0         | 0         |
| F.K. Spartak Moskva   | 2015–16             | Giải bóng đá ngoại hạng Nga | 0            | 0            | 0       | 0         | –        | –         | 0         | 0         |
| F.K. Spartak Moskva   | Tổng cộng           | Tổng cộng                   | 0            | 0            | 0       | 0         | 0        | 0         | 0         | 0         |
| F.K. Spartak-2 Moskva | 2013–14             | PFL                         | 15           | 2            | –       | –         | –        | –         | 15        | 2         |
| F.K. Spartak-2 Moskva | 2014–15             | PFL                         | 17           | 0            | –       | –         | –        | –         | 17        | 0         |
| F.K. Spartak-2 Moskva | 2015–16             | FNL                         | 21           | 0            | –       | –         | –        | –         | 21        | 0         |
| F.K. Spartak-2 Moskva | Tổng cộng           | Tổng cộng                   | 53           | 2            | 0       | 0         | 0        | 0         | 53        | 2         |
| F.K. Ufa              | 2015–16             | Giải bóng đá ngoại hạng Nga | 11           | 1            | 1       | 0         | –        | –         | 12        | 1         |
| F.K. Ufa              | 2016–17             | Giải bóng đá ngoại hạng Nga | 9            | 0            | 2       | 0         | –        | –         | 11        | 0         |
| F.K. Ufa              | 2017–18             | Giải bóng đá ngoại hạng Nga | 2            | 0            | 1       | 0         | –        | –         | 3         | 0         |
| F.K. Ufa              | Tổng cộng           | Tổng cộng                   | 22           | 1            | 4       | 0         | 0        | 0         | 26        | 1         |
| F.K. Khimki           | 2017–18             | FNL                         | 4            | 0            | –       | –         | –        | –         | 4         | 0         |
| Tổng cộng sự nghiệp   | Tổng cộng sự nghiệp | Tổng cộng sự nghiệp         | 79           | 3            | 4       | 0         | 0        | 0         | 83        | 3         |